# Купченко, Татьяна Александровна
Татья́на Алекса́ндровна Ку́пченко — российский литературовед, специалист по русской литературе XX века.

## Биография
В 2005 году защитила диссертацию на соискание учёной степени кандидата филологических наук на тему «Условная драма 1920—1950-х годов (Л. Лунц, В. Маяковский, Е. Шварц)» на филологическом факультете Московского государственного университета имени М. В. Ломоносова.
С 2011 года работает в Институте мировой литературы имени А. М. Горького РАН (ИМЛИ РАН); старший научный сотрудник отдела новейшей русской литературы и литературы русского зарубежья.
Руководитель исследовательского проекта «Творчество В. В. Маяковского. Текст и биография, изображение и слово. Сборник статей и публикаций» (РГНФ, 2015—2016).
Одна из участников текстологической комиссии по подготовке Полного собрания произведений В. В. Маяковского, работе по выявлению и составлению библиографии писем Маяковского, текстологической подготовки и написания научного комментария к стихотворениям Маяковского 1929 года (том 4), подготовки писем Маяковского.

## Научная деятельность
Область научных интересов: русский авангард, Владимир Маяковский, Лев Лунц, условный театр, новейшая драма.